# اسکیلیبنگ
اموا وارمینگتون (انگلیسی: Emwah Warmington) که به‌طور حرفه‌ای با نام اسکیلیبنگ (انگلیسی: Skillibeng) شناخته می‌شود، دی‌جی دنس‌هال و رپر اهل جامائیکا است. او به خاطر آثارش با وایبز کارتل، دی‌جی خالد، شان پال، نیکی میناژ، کالی اوچیس و فرنچ مونتانا شناخته می‌شود. اسکیلیبنگ دو آلبوم چندآهنگه، یک آلبوم گردآوری‌شده و سه آلبوم استودیویی منتشر کرده است.